# Escuela de Oficiales de la Policía Nacional del Perú
La Escuela de Oficiales de la Policía Nacional del Perú (EOPNP), es la encargada de formar a los futuros Oficiales de la Policía Nacional del Perú. Tiene su sede en el distrito de Chorrillos en Lima, Perú. Es considerada el Alma Mater de los Oficiales de la Policía del Perú. La formación en la Escuela de Oficiales, se realiza durante 5 años, siendo realizado el primer año de educación, como Cadete Aspirante y los 4 años restantes como Cadete.
La Escuela de Oficiales de la Policía Nacional del Perú tiene por misión formar cuadros de Oficiales de Policía con el nivel de educación superior universitaria, reconocida por Ley. Planifica, organiza, dirige; coordina; ejecuta y evalúa permanentemente las actividades educativas, orientadas a impartir saberes humanísticos y de la Ciencia Policial, así como desarrollar destrezas, habilidades y actitudes necesarias para el desempeño eficiente de la función policial dentro del marco legal, disciplinario; ético; y de los valores institucionales.
Actualmente, por el Decreto Legislativo N° 1318 del 3 de enero de 2017, La Escuela de Oficiales de la Policía Nacional del Perú forma parte de la Escuela Nacional de Formación Profesional Policial.

## Antecedentes históricos

### La Escuela de Instrucción de la Guardia Civil
El Cuerpo de Policía Guardia Civil del Perú nace en el gobierno del presidente Manuel Pardo y Lavalle al expedirse dos Decretos Supremos rubricados: el 31 de diciembre de 1873 (publicado en el Diario Oficial “El Peruano” el 28 de enero de 1874) y el 23 de marzo de 1874 disponiendo su creación.
Luego serían emitidas las Resoluciones Supremas de fechas 27 de abril, 3, 8 y 12 de mayo, 23 y 25 de junio, 8, 10, 26 y 30 de septiembre y, 9 de noviembre de 1874; y, 9 y 21 de abril y 24 de mayo de 1875, disposiciones legales que se refieren a la distribución en toda la República, Reglamentos de Servicios, de Uniformes, Derechos, Obligaciones, Haberes, Sanciones y otros, de la Guardia Civil y de la Gendarmería, como fuerzas integrantes de la Policía peruana y con jurisdicción en todo el territorio nacional
Don Manuel Pardo y Lavalle ratifica la organización de la Gendarmería y su carácter netamente militar, pero destinada a cumplir funciones del mantenimiento del orden y la seguridad.
El nuevo Cuerpo Policial denominado "Guardia Civil", tendría la labor de prestar seguridad y vigilancia a los ciudadanos, mientras que la Gendarmería mantendría la seguridad y vigilancia de los edificios públicos, de las cárceles y de los miembros del gobierno.
El 9 de noviembre de 1874, el Presidente Don Manuel Pardo y Lavalle creó la Escuela de Instrucción de la Guardia Civil, la misma que estuvo formada por una Compañía de 50 plazas en el Batallón de Gendarmes de Infantería de Lima.
Los grados policiales jerárquicos eran: Comisario Jefe, Comandante de Guardias, Mayor de Guardias, Inspector de Guardias, Subinspector de Guardias, Guardia de 1.ª Clase, Guardia de 2.ª Clase y Corneta.
Aunque el Congreso de 1873 había autorizado al Ejecutivo a dar de alta a un efectivo de cinco mil Policías, se inició el servicio con un mil 912 Guardias Civiles y un mil 640 Gendarmes, distribuidos en 19 departamentos de la República, entre los que se contaba la Provincia Litoral de Tarapacá, colindante por el sur con el departamento boliviano de Atacama.

### La Escuela de la Guardia Civil y Policía

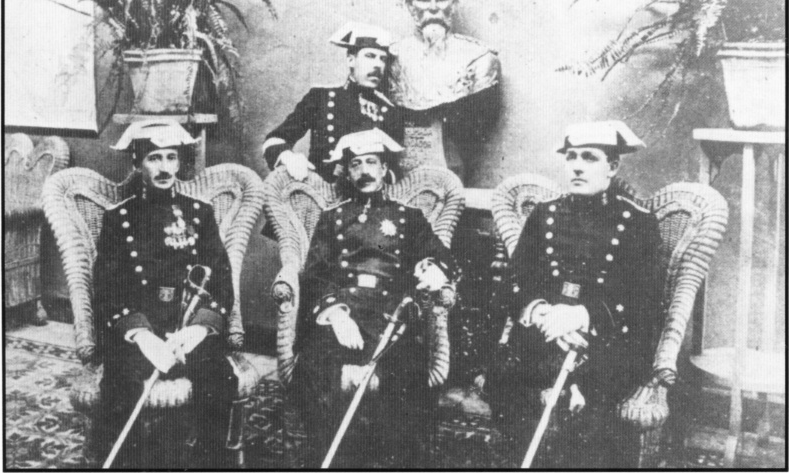
Primera Misión de la Guardia Civil de España que en 1922 reorganizó a la Policía de Perú

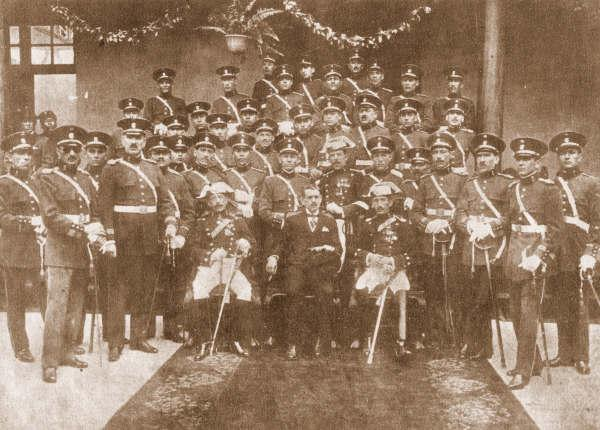
Primera Promoción de Oficiales egresada de la Escuela de la Guardia Civil y Policía el 3 de septiembre de 1923.

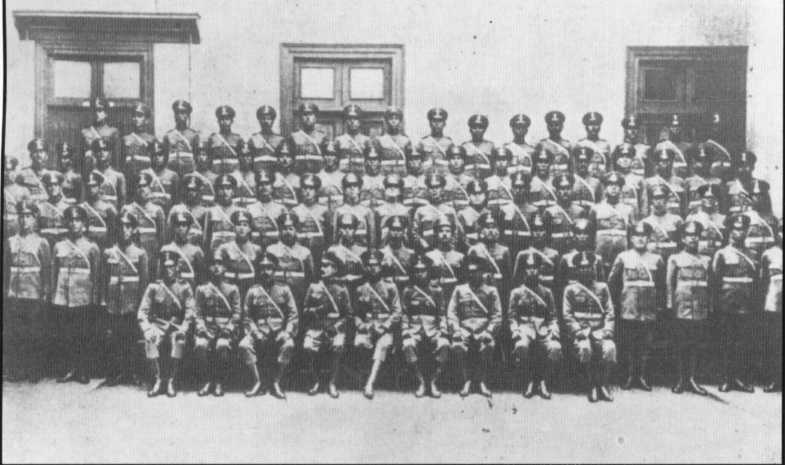
Clases y Guardias egresados de la Escuela de la Guardia Civil y Policía en septiembre de 1923 y que pasaron a prestar servicio en la 1ª Comisaría - Monserrate.

La Escuela de la Guardia Civil y Policía, Escuela Nacional de Policía desde 1946, Centro de Instrucción de la Guardia Civil y Policía (CIGC) desde 1960, y Centro de Instrucción de la Guardia Civil "Mariano Santos Mateo" desde 1982, era el instituto superior de enseñanza técnica de la Benemérita Guardia Civil y Policía del Perú, allí los Cadetes, Guardias-Alumnos y Alumnas de la Escuela de Policía Femenina recibían la instrucción que precisaban para el desempeño de su misión. Tenia su sede central en el distrito de Chorrillos en Lima, Perú. Era el Alma Mater de los Oficiales y Guardias de la Guardia Civil del Perú. La formación en la Escuela de Oficiales del CIGC se realizaba durante 4 años, mientras que en la Escuela de Guardias del CIGC duraba 6 meses.
El Centro de Instrucción de la Guardia Civil del Perú tenia como Misión formar los cuadros de Oficiales y Guardias de la Guardia Civil, Dependía de la Dirección de los Centros Académicos de la Guardia Civil del Perú la cual se encargaba de la planificación, organización, dirección, ejecución y control de las actividades académicas y de instrucción policial orientadas a impartir en los Cadetes y Guardias-Alumnos los conocimientos propios de la función policial, así como de desarrollar en los futuros efectivos policiales las destrezas, habilidades y capacidades necesarias para que estos tengan un buen desempeño durante el servicio, todo esto respetando y observando las leyes de la República y los reglamentos de la institución y debiendo poner en practica los valores y principios de la moral y de la ética propios de la doctrina institucional que tenia como fundamento principal el lema institucional "El honor es su Divisa".
El 4 de febrero de 1986 el gobierno de esa época expide el Decreto Legislativo Nº 371 "Ley de Bases de las Fuerzas Policiales" DL que sentó los pilares para la creación definitiva de la Policía Nacional del Perú.
La citada ley establece un comando único (esto es la Dirección General de las Fuerzas Policiales) y la formación también de un solo centro de estudios para la preparación de los oficiales policías (denominado Escuela de Oficiales de las Fuerzas Policiales con sede en el antiguo Centro de Instrucción de la Guardia Civil “Mariano Santos” en La Campiña - Chorrillos) y de una escuela nacional para los guardias y agentes (denominada Escuela Nacional de Policía con sede en el antiguo Centro de Instrucción de la Guardia Republicana en Puente Piedra).
El Centro de Instrucción de la Guardia Civil "Mariano Santos Mateo" funcionó hasta junio de 1987 siendo en el mes de julio de 1987 en que comienza a funcionar en su local de la Urbanización La Campiña en Chorrillos la Escuela de Oficiales de las Fuerzas Policiales (Escuela de Oficiales de la Policía Nacional del Perú desde el 6 de diciembre de 1988).

#### La Reforma Policial de Leguia
El Presidente de la República del Perú Augusto B. Leguía (1919 – 1930), por Decreto Ley del 7 de agosto de 1919, inicia una reforma radical de la policía peruana, considerando dentro de esta la creación de una Escuela de Policía y la conformación de un nuevo Cuerpo de Guardia Civil, un Cuerpo de Seguridad y otro de Investigaciones, además de formar el Regimiento "Guardia Republicana" sobre la base del Batallón de Gendarmes de Infantería N° 1 que estaba acantonado en el Cuartel de la calle "Sacramentos de Santa Ana" en Barrios Altos, Cercado de Lima.

#### La Primera Misión de la Guardia Civil Española
La idea inicial para establecer una escuela de Policía, como base para la reorganización técnica y científica de la Policía en el Perú, se concreto y puso en marcha al suscribirse en Madrid, con fecha 1 de octubre de 1921, el acuerdo por el que se contrataba los servicios de una Misión de la Benemérita Guardia Civil Española, a cargo del Teniente Coronel GCE Señor Pedro Pueyo España.
Completaban la misión el Capitán GCE Señor Bernardo Sánchez Visaires, el Teniente GCE Señor Adolfo Carretero Parreño, que por enfermedad tuvo que volver a España, siendo reemplazado por el de igual clase Teniente GCE Señor Fernando Gómez Ayau y el Sargento 1.º GCE Señor José Gómez Hernández (primer instructor de Guardias).
La Guardia Civil y Policía, como nueva Institución Policial Peruana, tenía naturaleza, carácter y organización militar y así fue estructurada porque había sido creada, con los mismos principios doctrinarios de la Guardia Civil de España, empleando los mismos reglamentos de la Guardia Civil de España, entre estos: La Cartilla del Guardia Civil, donde en su Art. 1º señalaba, que: “El honor ha de ser la principal divisa del Guardia Civil, debe por consiguiente conservarlo sin mancha. Una vez perdido no se recobra jamás”, su Reglamento Militar, que estaba, con respecto al Régimen del Personal, relacionado con su situación, ascensos, beneficios y otros; su Reglamento para el Servicio en Tiempo de Paz, organizada, al igual que la Guardia Civil de España, en Comandancias, Sectores, Líneas y Puestos, siendo estos últimos los que realizaban su servicio policial mediante correrías, que llegaban hasta el último rincón del país, su Reglamento de Campaña, su Reglamento Interno, para el aspecto disciplinario, sus Manuales de Criminalística, de Procedimientos en Materia Criminal, de Documentación Policial y Administrativa (se introdujeron por primera vez los términos de Atestado, Información Sumaria y otros). 
Los Oficiales, que vinieron a la Guardia Civil y Policía, eran egresados de la Escuela Militar de Chorrillos y para causar alta en ella canjearon sus despachos respectivos, ellos, a diferencia del personal de tropa y de investigaciones, egresaban de la Escuela de Oficiales de la Guardia Civil y Policía como Oficiales de la Guardia Civil y Policía capacitados para comandar a los tres Cuerpos Policiales ("Seguridad", "Guardia Civil" e "Investigación, Vigilancia e Identificación"), por cuanto la especialización solo se dio a nivel de Personal Subalterno (i.e. Personal de Tropa de los Cuerpos de Seguridad y de la Guardia Civil y Personal Técnico de Investigadores de la Brigada de Investigación y Vigilancia). Para darle a la Guardia Civil y Policía categoría de Fuerza Armada esta era considerada como un arma del Ejército y su personal de Oficiales formaba parte del Escalafón Militar, debiendo figurar, en él, a continuación de los Oficiales del Arma de Artillería, pero lo más importante fue su autonomía, con respecto a las autoridades políticas, en la que solo para los asuntos del servicio policial dependían del Ministerio del Gobierno y Policía (ahora Ministerio del Interior) mientras que los asuntos disciplinarios, administrativos, ascensos, bajas, cambios de colocación del personal, suministros y otros, eran atribuciones exclusivas de la Dirección General de la Guardia Civil y Policía y que en todo caso reportaba al Ministerio de Guerra.

#### Creación de la Escuela de Policía de la República
El gobierno dictó el 3 de julio de 1922 un Decreto Supremo disponiendo en su parte resolutiva la creación de la “Escuela de Policía de la República”. La finalidad fue organizar un Cuerpo de la Guardia Civil similar a la Benemérita española, sobre la base de las Gendarmerías de la República. También la de formar otro Cuerpo llamado de Seguridad o de Orden Público sobre la base de la antigua Guardia Civil Urbana y Rural así como de fundar otro Cuerpo más, denominado de Investigación y Vigilancia, con los elementos aprovechables de la Sección de Investigaciones de la Intendencia de Policía y los sargentos primeros, licenciados del Ejército, o de los mismos que prestaban servicio como oficiales asimilados en las Gendarmerías existentes.
La Escuela de Policía de la República constaba de tres secciones:
- La 1.ª, Superior o de Oficiales, para los Cuerpos de Guardia Civil, Seguridad y Vigilancia.
- La 2.ª, Inferior o de Tropa y de Aspirantes a Clases de los mismos Cuerpos.
- La 3.ª, Especial, de Aspirantes a la Sección de Investigaciones y Vigilancia y a su anexa de dactiloscopia.

El local elegido para la Escuela de Policía de la República fue el del antiguo “Hospicio de la Misericordia y Hospital de Insanos”, ubicado en la Avenida Sebastián Lorente Ibáñez Nº 769 (antes Avenida de los Incas) del tradicional barrio del Cercado, el cual se hallaba en estado ruinoso, decidiéndose que las obras de restauración y adaptación, las cuales ya habían principiado el 1 de abril de 1922, se realicen bajo la inspección personal del Teniente Coronel GCE Señor Pedro Pueyo España, Jefe de la Misión Española.
La Escuela de Policía de la República se inauguró el 1 de noviembre de 1922, con la presencia del presidente Leguía, quien presidió la ceremonia, del gobierno en pleno, de los cuerpos diplomáticos y consulares acreditados en Lima, del elemento militar y civil de la población y de la colonia española de Lima, que, respondiendo a la iniciativa sugerida por el Teniente Coronel GCE Señor Pedro Pueyo y España, obsequió al nuevo instituto la “bandera de guerra”.
La Escuela inicia sus actividades el 4 de noviembre de 1922 teniendo como alumnos: 30 Oficiales del Ejército del Perú, de los cuales algunos regresaron a sus Unidades de origen, 19 Alumnos de Investigación y 103 Individuos de Tropa.

#### Cambios de nombre
Por Decreto Supremo del 7 de agosto de 1919 se autoriza la creación de una Escuela de Policía. En cumplimiento a este Decreto Supremo y encontrándose en el Perú la Misión de la Guardia Civil Española contratada, se funda la "Escuela de Policía de la Republica"; es el nombre de su nacimiento de conformidad con el Decreto Supremo del 3 de julio de 1922.
Pero a partir del 1 de noviembre de 1922, año de su inauguración, se le denomina "Escuela de la Guardia Civil y Policía", conforme aparece grabado, tal título, en la puerta principal del antiguo local de la Av. de Los Incas y con el lema: "El honor es su divisa como en la Madre Patria".   
Con la denominación anterior permaneció durante 24 años hasta que por Decreto Supremo del 10 de enero de 1946 se le denomina "Escuela Nacional de Policía" (Orden General N° 4 del 20 de enero de 1946), en vista de que en ella se daba instrucción a los Cadetes de la Escuela de Oficiales GC, Guardias-Alumnos de la Escuela de Guardias GC y Alumnos de la Escuela de Detectives (compuesta por las Escuelas de Oficiales de Investigaciones y de Auxiliares de Investigaciones). Esta última Escuela se separo de la Escuela Nacional de Policía el 21 de mayo de 1957. 
En 1960 la "Escuela Nacional de Policía" toma el nombre de "Centro de Instrucción de Guardia Civil y Policía" del Perú y en 1982 el Centro de Instrucción de la Guardia Civil ostenta el nombre del Inspector de Guardias GC "Mariano Santos Mateo".

#### Cambio de local
En diciembre de 1965, durante la ceremonia de clausura del año académico en el Centro de Instrucción de la Guardia Civil y Policía, se inauguró el nuevo local del Centro de Instrucción de la Guardia Civil y Policía en la Av. Guardia Civil S/N Urb. La Campiña, en Chorrillos (actual local de la Escuela de Oficiales de la PNP). A comienzos de 1966 empieza el traslado progresivo de las instalaciones del C.I.G.C., comenzando con la Escuela de Guardias, a su nuevo local ubicado en la urbanización La Campiña en Chorrillos. El traslado total del C.I.G.C. culmina en los primeros días de setiembre de 1973 con la total instalación de la Escuela de Oficiales del C.I.G.C. iniciada en 1972. 

#### Directores de la Escuela de Policía de la República
De 1922 a 1986 la Escuela ha tenido 33 Directores, siendo ellos los siguientes:

##### Directores de la Escuela de la Guardia Civil y Policía
| Nro. | Grado               | Nombre y Apellidos          | Periodo                  |
| ---- | ------------------- | --------------------------- | ------------------------ |
| 1    | Coronel GCE         | Pedro Pueyo España          | 1922-1923                |
| 2    | Coronel GCE         | Bernardo Sanchez Visaires   | 1923-1924 1926-1927 1928 |
| 3    | General GCE         | Antonio Sanchez y Sanchez   | 1924-1925                |
| 4    | Coronel GCE         | Juan Vara Teran             | 1925-1926                |
| 5    | General GCE         | Juan Gil de León            | 1929-1930                |
| 6    | Teniente Coronel EP | Jose F. Vasquez Benavides   | 1930-1931                |
| 7    | Teniente Coronel GC | Emilio Vega y Vega          | 1931-1935                |
| 8    | Coronel GC          | Manuel Pio Portugal Ramirez | 1935-1936                |
| 9    | Coronel GC          | Isaias Moron Marquez        | 1936-1937                |
| 10   | Coronel GC          | Elias Rosas Moran           | 1937-1941 1945 1946      |
| 11   | Coronel GC          | Fernando Rincón Jaramillo   | 1941-1945                |

##### Directores de la Escuela Nacional de Policía
| Nro. | Grado      | Nombre y Apellidos       | Periodo   |
| ---- | ---------- | ------------------------ | --------- |
| 12   | Coronel GC | Jose Caceres Valdivia    | 1946      |
| 13   | General GC | Teobaldo Castro León     | 1947-1948 |
| 14   | General GC | Guillermo Rivera Ballon  | 1948-1955 |
| 15   | General GC | José Valdivia Stambury   | 1955-1957 |
| 16   | General GC | Luis Rizo Patrón Lembcke | 1957-1958 |
| 17   | General GC | Jose Monzon Linares      | 1958      |
| 18   | General GC | Andres Arcentales Velez  | 1959      |

##### Directores del Centro de Instrucción de la Guardia Civil
| Nro. | Grado          | Nombre y Apellidos           | Periodo   |
| ---- | -------------- | ---------------------------- | --------- |
| 19   | General GC     | Enrique Canales Gutierrez    | 1959-1961 |
| 20   | General GC     | Julio Samaniego Hilares      | 1961-1966 |
| 21   | General GC     | Antonio Nuñez Vidalon        | 1966-1968 |
| 22   | General GC     | Eduardo Rada Cordova         | 1969-1971 |
| 23   | General GC     | Gastón Zapata de la Flor     | 1971-1973 |
| 24   | General GC     | Manuel Legarda Catalán       | 1973-1974 |
| 25   | General GC     | Humberto Flores Valverde     | 1975-1976 |
| 26   | General GC     | Hector Ordoñez Garcia        | 1977-1978 |
| 27   | General GC     | Ernesto Aguilar Heredia      | 1979-1980 |
| 28   | General GC     | Raúl Pareja Gutiérrez        | 1981      |
| 29   | Coronel GC     | Danilo Agramonte Gutierrez   | 1982      |
| 30   | General GC     | Hector Rivera Hurtado        | 1982-1983 |
| 31   | General GC     | Julio Hernan Alzamora Garcia | 1984      |
| 32   | General GC     | Ruben Romero Sanchez         | 1985      |
| 33   | General FF.PP. | Eduardo Ruiz Botto           | 1986      |

Durante cerca de diez años, la Dirección del plantel fue desempeñada por miembros de la Misión Española y uno del Ejército, pero en 1931 ese cargo fue ocupado por un Oficial Superior del Cuerpo, el Teniente Coronel GC Emilio Vega y Vega, continuando la dirección a cargo de jefes natos del Cuerpo, habiendo sido el último, el General FF.PP. (GC) Eduardo Ruiz Botto.

#### Promociones egresadas de la Escuela de la Guardia Civil y Policía
El 3 de septiembre de 1923 egresa la primera promoción de Guardias Civiles, totalizando, hasta el 1 de enero de 1989, 67 promociones de oficiales, siendo la última la que lleva el nombre de "Alférez GC Saúl Martín Agreda Durand".
| Nro. | Espada de Honor                  | Promoción                                             | Año     | Apelativo          |
| ---- | -------------------------------- | ----------------------------------------------------- | ------- | ------------------ |
| 1    | Julio Horna Zegarra              |                                                       | 1923    |                    |
| 2    | Alejandro Suarez Fernandez       |                                                       | 1924    |                    |
| 3    | Edmundo Campaña Arestegui        |                                                       | 1925    |                    |
| 4    | Anibal Vega Quintana             |                                                       | 1926    |                    |
| 5    |                                  |                                                       | 1927    |                    |
| 6    | Jorge Arce Arana                 |                                                       | 1928    |                    |
| 7    | Gustavo Barron Guevara           |                                                       | 1929    |                    |
| 8    | Humberto Escobar Alzamora        |                                                       | 1930    |                    |
| 9    | Julian Quevedo Reyna             |                                                       | 1931    |                    |
| 10   | Carlos Sobenes Lazo              |                                                       | 1932    |                    |
| 11   | Eleuterio Alarcon Malaga         |                                                       | 1935    |                    |
| 12   | Luciano Ramirez Nuñez            |                                                       | 1937    |                    |
| 13   | Enrique Canales Gutierrez        |                                                       | 1938    |                    |
| 14   | Moises Gallardo Arenas           |                                                       | 1940    |                    |
| 15   | Benigno Ortiz Garcia             |                                                       | 1941-I  |                    |
| 16   | Casimiro Horna Aliaga            |                                                       | 1941-II |                    |
| 17   | Humberto Canale Velasquez        |                                                       | 1942    |                    |
| 18   | Felix A. Fernandez Castro        |                                                       | 1943    |                    |
| 19   | Isaac Costa Ferreccio            | Teniente Coronel GC Angel Talavera Núñez              | 1944    |                    |
| 20   | Luis Garmendia Bravo             |                                                       | 1945    |                    |
| 21   | Arnaldo Philips Sandoval         | Capitán GC Alipio Ponce Vásquez                       | 1946    |                    |
| 22   | Enrique Macedo Barreda           | Coronel GCE Pedro Pueyo España                        | 1947    |                    |
| 23   | Manuel R. Aguilar Pinedo         | General GC Fernando Rincón Jaramillo                  | 1948    |                    |
| 24   | Hector Ordoñez Garcia            | Alférez GC Rafael Vereau Chávez                       | 1949    |                    |
| 25   | Juan Balaguer Morales            | Mayor GC Eduardo Carbajal Loayza                      | 1950    |                    |
| 26   | Julio O. Villafuerte Jurgens     | Libertador General José de San Martín                 | 1951    |                    |
| 27   | Luis Guillermo Lira Lopez        | Alférez GC Luis Roa Flores                            | 1952    |                    |
| 28   | Hugo A. Valcarcel Torres         | Alférez GC Erasmo Roselló Cornejo                     | 1953    |                    |
| 29   | Juan F. Valdivia Fuentes         | Capitán GC Alberto Villanueva Gómez                   | 1954    |                    |
| 30   | Eduardo Montaldo Nalvarte        | Mariscal Ramón Castilla                               | 1955    |                    |
| 31   | Adolfo Palao Tong                | Manuel A. Odría                                       | 1956    |                    |
| 32   | Jose M. Huamani Gonzales         | Teniente GC Humberto Lengua Romero                    | 1957    |                    |
| 33   | Jorge Roberto Zapata Martineau   |                                                       | 1958    |                    |
| 34   | Cesar R. Ramirez Perez           | General GC Isaías Morón Márquez                       | 1959    |                    |
| 35   | Ruben Carmen Romero Sanchez      | General GCE Manuel Rodrigo Zaragoza                   | 1960    | Gallos             |
| 36   | Julio C. Picoaga Godoy           | Teniente GC Carlos Jiménez Chávez                     | 1961    |                    |
| 37   | Jose A. Villanueva Garay         | Coronel GC Manuel Rufino Martínez Martínez            | 1962    |                    |
| 38   | Emilio F. Amallo Zevallos        | Teniente GC Carlos Deza Araoz                         | 1963    |                    |
| 39   | Antonio Leon Ruiz Caycho         | Tacna                                                 | 1964    |                    |
| 40   | Tulio E. Rivero Gonzales         | Solidaridad y Participación                           | 1965    |                    |
| 41   | José Antonio Gutierrez Alva      | Teniente Coronel GC Horacio Patiño Cruzatti           | 1966-I  |                    |
| 42   | Carlos Guillermo Cacho Alegría   | Teniente GC Guillermo Alcántara Mena                  | 1966-ÏI | Guiame             |
| 43   | Luis Guillermo Erausquin Burga   | Junin                                                 | 1967    |                    |
| 44   | Alfredo J. Barrios Esquivel      | Teniente Coronel GC Leopoldo Soto Navarro             | 1968    | Los Incorruptibles |
| 45   | Sebastian Felix Nuñez            | Teniente Coronel GC Cesar Gavilano Gutierrez          | 1969    |                    |
| 46   | Pedro A. Laos Buitron            | Mayor GC José Franco Calderón                         | 1970    | Los Tigres         |
| 47   | Walter Mori Ramirez              | Mayor GC Bernardo Balaguer Morales                    | 1971    | Los Bravos         |
| 48   | Manuel A. Narvaez Carranza       | Mayor GC Jorge Zapata Martineau                       | 1972    | Las Águilas        |
| 49   | Jorge Alfredo Perez Felipa       | Cincuentenario                                        | 1973    | Los Leones         |
| 50   | Eduardo L. Olin Saunders         | Teniente General GC Alejandro Ismodes Romero          | 1974    | Los Tigres         |
| 51   | Branco Vinko Banic Jara          | General GC Enrique Macedo Barreda                     | 1975    | Los Halcones       |
| 52   | Aldo Marcial Figueroa Rodriguez  | Alférez GC José Rodolfo Valencia Jáuregui             | 1976    | Los Sinchis        |
| 53   | Pedro Isaac Montoya Hernandez    | Alférez GC Manuel Costa Valencia                      | 1977-I  | Los Patrulleros    |
| 54   | Jaime Castro Costa               | General GC Arturo Zapata Vélez                        | 1977-II | Los Centuriones    |
| 55   | Nestor Zegarra Silva             | Teniente Coronel GC Emilio Vega y Vega                | 1978    | Los Invencibles    |
| 56   | Cesar Octavio Fourment Paredes   | Teniente GC Ricardo Scamarone Santome                 | 1979    | Los Bravos         |
| 57   | Tomás Carlos Gutierrez Otiniano  | Capitán GC Virgilio Ocampo Ponce                      | 1980    | Los Audaces        |
| 58   | Luis Miguel Praeli Burga         | Mariano Santos Mateo                                  | 1981    | Los Comandos       |
| 59   | Walter Ortiz Acosta              | Ingeniero Ismael Castillo Mattasoglio                 | 1982    | Los Sinchis        |
| 60   | Julio Alejandro Mercado Castillo | Alférez GC Luis Alberto Molero Miranda                | 1983    | Los Titanes        |
| 61   | Manuel Velit Flores              | Libertador Simón Bolívar y Palacios                   | 1984-I  | Los Serpicos       |
| 62   | Antonio Ramírez López            | Mayor GC Gerardo Tosso Arcaya                         | 1984-II | Los Espartanos     |
| 63   | Jorge Jesús Rondo Matos          | Capitán GC José Walde Torres                          | 1985    | Los Paladines      |
| 64   | Alfonso Arístides Sotelo Kohama  | Capitán GC Gustavo Duffaut Takata                     | 1986    | Los Celadores      |
| 65   | Guillermo Palma Gonzales         | Guardia Civil Inmortal                                | 1987    | Los Amautas        |
| 66   | Pablo Santiago Flores Granda     | Integración I                                         | 1988    | Los Indomables     |
| 67   | Mauro Giojio Villega Figini      | Integración II "Alférez GC Saúl Martín Agreda Durand" | 1989    | Los Combatientes   |

#### Monumento a los héroes y mártires
La Guardia Civil y Policía, para glorificar y honrar a sus Héroes y Mártires caídos en el cumplimiento del deber, inauguró, el 30 de agosto de 1932 (como un acto especial por el día de la policía), en el patio de honor de la Escuela de Guardia Civil y Policía, un cenotafio, de color blanco y de estilo art nouveau, en cuyos lados aparecían placas de mármol con los nombres de los miembros de los Cuerpos de Seguridad y de la Guardia Civil caídos en acciones de armas y en actos del servicio. A ambos lados del cenotafio se levantaban dos mástiles con las banderas del Perú y de la Institución Policial y al pie de ese altar ardía una llama votiva, símbolos del principio y fin de una promesa patriótica. En la parte cimera del cenotafio estaba, hasta 1968, la palabra HONOR, con letras estilizadas, hechas de vidrio y que se iluminaban en las noches; debajo de la palabra HONOR figuraba esculpida en bronce y en alto relieve una alegoría al fuego votivo y debajo de esta la palabra ABNEGACION, abajo de esta estaban los escudos de armas de España y de Perú, separados por una guirnalda, y, debajo de estos, 5 bustos de bronce, esculpidos en alto relieve, de 5 de los primeros héroes y mártires del Cuerpo de Seguridad, de la Guardia Civil y del Cuerpo de Investigación y Vigilancia, como el Cabo CS Miguel Gutarra Herrera, el Guardia CS Manuel Gutiérrez Candia, el Cabo GC Víctor M. Caballero López, el Guardia GC Alberto Rojas Siancas y el Investigador: Vigilante CIV Daniel Zevallos Parra. Debajo había una alegoría esculpida en bronce y en alto relieve denominada EL DEBER y debajo de esta una placa de mármol con la inscripción: Los Cuerpos de la Guardia Civil y Policía a sus héroes caídos en el cumplimiento del deber. 30 de agosto de MCMXXXII.

#### Himnos y Marchas
MARCHA GUARDIA CIVIL

Música: Mayor Músico GC Constantino Freyre Aramburu.

Letra: Cadete GC Luis Toledo Mayo.

Año 1957

I

Marchad, Marchad nobles Guardias Civiles

de patriotismo henchido el corazón

marchad que en vuestros brazos varoniles
 
reposa el porvenir de la nación.

Unidos por un mismo sentimiento
 
el de forjar la grandeza institucional
 
en pos de nuevos lauros

todos unidos siempre

conquistaremos el más alto pedestal (bis)

II

Marchad Guardias Civiles

que en vuestras mentes hay un ideal

de honor y sacrificio

por el que siempre os inmolareis

cumplid vuestros deberes

con hidalguía y abnegación

Así la patria.... la sociedad....

coronara..... vuestra misión (bis)

HIMNO DEL CADETE GC

Autor: José Sánchez Cassos.

Año: 1968

Coro

Somos cadetes amantes de la gloria

bravos atletas pletóricos de fe

orgullosos de ser Guardias Civiles
 
lidiaremos con ansia febril. (bis)

I

El honor es nuestro ideal
 
en la gran batalla de hoy

El honor en nuestro ideal

policías del Perú

Al luchar por un laurel

sabremos defender

sin desmayar en la contienda
 
solo sabremos siempre vencer

### Otras Escuelas de Formación de las Fuerzas Policiales

#### La Escuela de Investigaciones
Los antecedentes históricos de esta Escuela se remontan a 1922 cuando por Decreto Supremo del 3 de julio de ese año se crea dentro de la Escuela de Policía de la República la 3.ª Sección Especial, de Aspirantes a la Sección de Investigaciones y Vigilancia y a su anexa de dactiloscopia. 
Por Decreto Supremo de 3 de abril de 1937, se creo en la Escuela de la Guardia Civil y Policía la “Escuela de Aspirantes”.
La Escuela de Aspirantes se constituyó con dos secciones.
- Sección Oficiales, para la formación de Oficiales de la Guardia Civil; y
- Sección Vigilantes, para la formación del personal de Investigadores del Cuerpo de investigación y Vigilancia.

El 15 de abril de 1941 se autorizó constituir la Escuela de la Guardia Civil y Policía del modo siguiente:
- Escuela de Oficiales, destinada a la formación de Oficiales de la Guardia Civil;
- Escuela de Investigaciones, destinada a la formación del personal del Cuerpo de Investigación y Vigilancia; y
- Escuela de Guardias, destinada a la formación del personal de Tropa de los Cuerpos de la Guardia Civil, Seguridad y Asalto.

En el decurso de 1951, se dispuso la reorganización de la Escuela de Investigadores de la Escuela Nacional de Policía denominándola por Decreto Supremo del 27 de marzo de 1952 "Escuela de Detectives", formada por la Escuela de Oficiales de Investigaciones y la Escuela de Auxiliares. 
De esta manera la Escuela Nacional de Policía se constituyó del modo siguiente:
- Escuela de Oficiales, destinada a la formación de Oficiales de armas (infantería y caballería) de la Guardia Civil;
- Escuela de Detectives, destinada a la formación del personal del Cuerpo de Investigación, Vigilancia e Identificación y compuesta del modo siguiente:
  - Escuela de Oficiales de Investigación, para la formación del personal de Técnicos en investigaciones; y
  - Escuela de Auxiliares de Investigación, para la formación del personal de apoyo al personal de Técnicos en investigaciones; y
- Escuela de Guardias, destinada a la formación del personal de Tropa (de las armas de infantería y caballería) de la Guardia Civil.

Por Decreto Supremo del 29 de enero de 1957 se reorganizo la Escuela de Detectives. Entonces se denomino: "Escuela Nacional de Detectives del Perú" que quedó constituida por la "Escuela de Oficiales de Investigación" y la "Escuela de Auxiliares de Investigación" (masculino y femenino). Esto ocurrió luego de que el Cuerpo de Investigación, Vigilancia e Identificación (CIVI) en 1948 obtuviera su autonomía administrativa e independencia funcional. 
Por Decreto Supremo del 19 de marzo de 1957 la Escuela Nacional de Detectives se denomina Escuela Nacional de Investigación Policial. 
El 21 de mayo de 1957 la Escuela Nacional de Investigación Policial (ENIP) se separa de la Escuela Nacional de Policía y se establece en un local cedido provisionalmente por el Ministerio de Educación y ubicado en la Av. México N° 2087 (frente a la Gran Unidad Escolar "Pedro A. Labarthe"). 
La ENIP funciono en la Avenida México hasta el mes de febrero de 1962 fecha en que se traslada a su local propio ubicado en la Av. Aramburu N° 550 (actual Dirección de Criminalística), Surquillo, el cual fue inaugurado oficialmente el 5 de abril de 1962. 
Por Decreto Supremo del 16 de marzo de 1965, la ENIP cambia su denominación por la de Centro de Instrucción de la Policía de Investigaciones del Perú (CINPIP), constituido por las Escuelas de: Oficiales (de Investigaciones y de Administración) y de Auxiliares de Investigaciones (masculino y femenino).

#### La Escuela de la Guardia Republicana
En el gobierno del presidente Manuel Prado, el 30 de enero de 1961, se dispone la creación de la Escuela de la Guardia Republicana. Mediante Decreto Supremo Nº 2904 del 6 de abril de 1964 se crea el Centro de Instrucción de la Guardia Republicana con sus Escuelas de Oficiales (cuyos Cadetes se encontraban en la condición de becarios en la Escuela de Oficiales del Centro de Instrucción de la Guardia Civil del Perú desde 1961) y de Guardias (esta última se crearía mediante el Decreto Supremo Nº 025-76-IN del 18AGO1976, teniendo como sede el Cuartel General de la Guardia Republicana, ubicado en la Quinta de Presa y en el local del Jirón Los Cibeles en el distrito de Rimac (actual complejo policial Juan Benites Luna). En 1972 el C.I.G.R.P. se trasladaría a su nuevo local de la Panamericana Norte en Puente Piedra (actual local de la Escuela de Suboficiales de la PNP).

## Creación de la Escuela de Oficiales de las Fuerzas Policiales
Mediante el D.L. Nº 371 del 04FEB86 se promulga la Ley de Bases de las Fuerzas Policiales y con RM Nº 0014-87-IN/DM del 05FEB87 se crea la Escuela de Oficiales de las Fuerzas Policiales; que integró a los ex-Centros de Instrucción de la Guardia Civil, Policía de Investigaciones y Guardia Republicana, debiendo funcionar la Escuela de Oficiales en el local del Centro de Instrucción de la Guardia Civil ubicaba en la Av Guardia Civil Sur s/n; La Campiña - Chorrillos. 
Mediante Resolución Ministerial N° 0014-87-IN/DM del 05 de febrero del 1987, se dispone que conforme lo normado por el DL N°371, Ley de Bases de las Fuerzas Policiales, que establece el funcionamiento de una Escuela de Oficiales y una Escuela Nacional de Policía para formar Oficiales, Guardia y Agentes (suboficiales) de las Fuerzas Policiales, ambas dependientes de la Dirección de Instrucción. 1. Cambiar la denominación del Centro Superior de Estudios de la Guardia Civil con sede en La Campiña – Chorrillos por “INSTITUTO DE ALTOS ESTUDIOS POLICIALES” (actual Escuela de Post-Grado de la PNP – ESCPOGRA); 2. Cambiar la denominación del Centro de Instrucción de la Guardia Civil con sede en La Campiña – Chorrillos por el de “ESCUELA DE OFICIALES DE LAS FUERZAS POLICIALES” (EOPNP); 3. Cambiar la denominación del centro de instrucción de la Guardia Republicana con sede en Puente Piedra, por el de “ESCUELA NACIONAL DE POLICIA” (actual EESTP-PP); 4. Cambiar la denominación de la actual Escuela de Policía Femenina de la Guardia Civil con sede en el distrito de San Bartolo por “ESCUELA DE POLICIA FEMENINA DE LAS FUERZAS POLICIALES” (actual EESTP-SB); 5. Cambiar la denominación de las Escuelas Regionales de Guardias de la Guardia Civil con sede en Arequipa y Cusco y la Escuela Regional de Guardias de la Guardia Republicana con sede en Chiclayo por “ESCUELA REGIONAL DE POLICIA” de Arequipa, Cusco y Chiclayo, respectivamente. 
La denominación de Escuela de Oficiales de la Policía Nacional; nace con la dación de la Ley Nro 24949 del 06DIC88, mediante la cual se crea la Policía Nacional del Perú.

## Funciones
La Escuela de Oficiales de la PNP tiene las siguientes funciones:
1. Establecer los objetivos educativos.
2. Formular las políticas y estrategias de educación y las pautas de conducción administrativa.
3. Planear, organizar y conducir el Proceso de Admisión a la EO-PNP.
4. Planear, organizar, conducir, ejecutar y evaluar las actividades del Régimen Educativo de formación de Oficiales Policías.
5. Impartir instrucción destinada a la formación de Oficiales PNP.
6. Organizar y conducir el proceso de evaluación de Cadetes en la formación de Oficiales Policías.
7. Proponer el nombramiento de la Plana de Docentes e Instructores de la EO-PNP, así como del Personal de la Planta Orgánica.
8. Administrar los recursos asignados a la EO-PNP.
9. Organizar y conducir el Proceso de Graduación Profesional de los Oficiales de la Policía Nacional.

## Formación Académica

### Carrera profesional
ADMINISTRACIÓN Y CIENCIAS POLICIALES: Planifica y organiza los recursos logísticos, financieros, materiales y de personal asignados para la Seguridad, Orden Público, Investigación Policial, Inteligencia y Seguridad Ciudadana, formando líderes en protección y seguridad mediante una labor profesional, competente, confiable, transparente y efectiva, sustentada en el apoyo y la colaboración de la sociedad; comprometida a recuperar la confianza de la ciudadanía, garantizando la paz y la convivencia pacífica en el marco del respeto a los Derechos Humanos.

## Formación Policial
La formación de las damas y caballeros cadetes se extiende por un lapso de 5 años, al término de estos se graduaran con el grado de Alférez de la Policía Nacional de Perú, en su 2do año de formación, los cadetes previa evaluación se les asignara una especialidad policial que podra ser de Investigación Criminal u Orden Público y Seguridad.
Asimismo durante su periodo de formación policial en la Escuela de Oficiales, serán capacitados en cursos "CONTROL DE MULTITUDES Y DISTURBIOS", "SALVAMENTO Y RESCATE ACUÁTICO", "OPERACIONES DE RESCATE" y "TÉCNICAS DE DISPARO AVANZADO", los que se llevaran a cabo en el mes de enero y febrero de cada año, además como parte de la tradición policial, en su 3er. año de formación podrán integrar como "mozo o amazona de caba" el "ESCUADRÓN DE POLICÍA MONTADA DE LA EOPNP".

## Formación Psicofísica

### Disciplinas Deportivas
El cadete PNP, practicara diferentes actividades deportivas como:
- Atletismo
- Básquet
- Futbol
- Judo
- Lucha Libre
- Natación
- Vóley
- Taekwondo
- Cross Country

## Formación Moral
La Formación Ética y Moral es el proceso orientado a lograr que el Cadete PNP alcance actitudes, aptitudes y conocimientos que le permitan formar el comportamiento ético y moral con sólidos principios y valores morales, cívico-patrióticos y espirituales, procurando un comportamiento ejemplar.

## Himnos
HIMNO DE LA ESCUELA DE OFICIALES PNP

(Marcha de la Escuela de Oficiales de la PNP)
I

Alma mater gloriosa y sagrada

cuna heroica de inmortalidad

en tus aulas se forman los hombres
 
que defienden la vida y la paz

II

Alma mater gloriosa y eterna

policías en ti nacerán

Oficiales dispuestos un día

por la patria la vida inmolar

si el destino así lo quisiera

es lo justo la gloria alcanzar.

III

El ejemplo dejado por nuestros héroes

nuestra guía por siempre será

con su lema llevado en la mente

Disciplina, Honor y Lealtad

hoy juramos que nuestro servicio

cumpliremos a cabalidad.

HIMNO DEL CADETE

(Himno del Cadete de la Policía Nacional del Perú)

(Nombre original "Himno del Cadete de la Guardia Civil del Perú")

Autor: José Sánchez Cassos.

Año: 1968

Coro

Somos cadetes amantes de la gloria

bravos atletas pletóricos de fe

orgullosos de ser Policias
 
lidiaremos con ansia febril. (bis)

I

El honor es nuestro ideal
 
en la gran batalla de hoy

El honor en nuestro ideal

policías del Perú

Al luchar por un laurel

sabremos defender

sin desmayar en la contienda
 
solo sabremos siempre vencer

MARCHA Trompeta de Caba (Nombre original "Marcha Guardia Civil")

Música: Mayor Músico GC Constantino Freyre Aramburu.

Letra: Cadete GC Luis Toledo Mayo.

Año 1957

I

Marchad, Marchad heroicos policias

de patriotismo henchido el corazón

marchad que en vuestros brazos policiales
 
reposa el porvenir de la nación.

Unidos por un mismo sentimiento
 
el de forjar la grandeza institucional
 
en pos de nuevos lauros

todos unidos siempre

conquistaremos el más alto pedestal (bis)

II

Marchad a su servicio

que en vuestras mentes hay un ideal

de honor y sacrificio

por el que siempre os inmolareis

cumplid vuestros deberes

con hidalguía y abnegación

Así la patria.... la sociedad....

coronara..... vuestra misión (bis)

HIMNO SOLIDARIO

(Marcha de las Unidades Especiales PNP)
I

Porque soy solidario del que sufre

del hermano agobiado en su dolor

porque quiero que brille entre los hombres
 
la paz y la justicia

la luz y la razón

Yo soy la Fuerza Especial.

II

Por que quiero una patria engrandecida

una noble y fraterna institución

que defienda el imperio del derecho

sentir dentro del pecho

la llama del honor

Yo soy la Fuerza Especial.

III

Soy ¡Policia¡

Quiero a mi patria

y a ella le ofrezco mi juventud

y en mi horizonte no hay imposible

y doy la vida por mi Peru.

IV

Amo el trabajo
 
busco la gloria

ciencia y estudio son mi pasión

Y cuando quiero quiero con fuerza

entrego entero mi corazón.

Yo soy la Fuerza Especial

Yo soy la Fuerza especial

¡Yo soy la Fuerza Especial¡